# Arhiepiscopia Ortodoxă de Alba Iulia

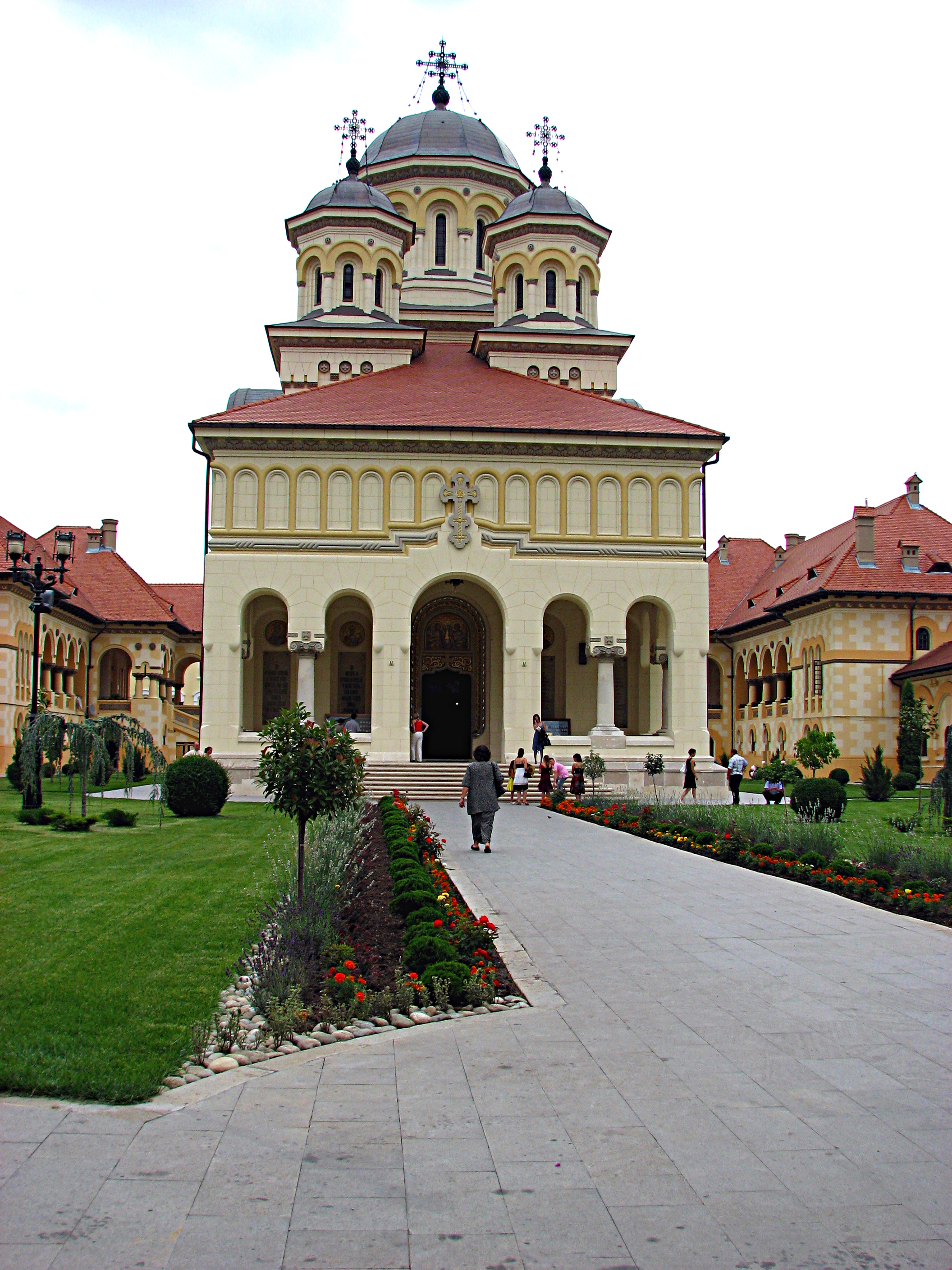
Catedrala Reîntregirii Neamului din Alba Iulia

Arhiepiscopia Ortodoxă Română a Alba-Iuliei este o unitate ecleziastică a Bisericii Ortodoxe Române, cu sediul în Alba Iulia și cu jurisdicție canonică în județul Alba și în județul Mureș. Din 2011 arhiepiscop ortodox al Alba-Iuliei este Irineu Pop.
Arhiepiscopia Alba-Iuliei este urmașa primei Mitropolii Ortodoxe din Transilvania, înființată de Mihai Viteazul în capitala în care a ales să domnească în calitate de Domn al Țărilor Române unificate. Prezența unor mitropoliți ortodocși în Ardeal este atestată documentar pentru prima dată în 1377, la Alba Iulia.
Catedrala Arhiepiscopală poarta numele de "Catedrala Reîntregirii Neamului și a Încoronării". În Catedrala Arhiepiscopală a Reîntregirii Neamului din Alba-Iulia s-au încoronat în anul 1922 regii României Mari, Regele Ferdinand și Regina Maria în cadrul unei ceremonii oficiale intrată în istorie, cu o largă participare din partea caselor regale ale Europei. Ctitorii Catedralei Încoronării din Alba-Iulia sunt Regele Ferdinand și Regina Maria. 
Arhiepiscopia Alba-Iuliei a făcut parte din Mitropolia Ardealului. În data de 4 noiembrie 2005, arhiepiscopul Bartolomeu Anania al Clujului a propus împărțirea teritoriului Mitropoliei Ardealului, propunere acceptată de Sfântul Sinod. În acest context (care a dus la înființarea Mitropoliei Clujului, Albei, Crișanei și Maramureșului, cu scaunul mitropolitan la Cluj-Napoca), Arhiepiscopia Alba-Iuliei a intrat în componența acesteia din urmă. La 21 ianuarie 2012 Adunarea Eparhială a Arhiepiscopiei Ortodoxe a Alba-Iulia a votat revenirea în componența Mitropoliei Ardealului, cu scaunul mitropolitan la Sibiu.
Arhiepiscopia Ortodoxă Alba Iulia deține o participație de 5% din compania producătoare de mase plastice Prodcomplex (iunie 2008).

## Episcopi
- 1975-1990: Emilian Birdaș
- 1990-2011: Andrei Andreicuț
- din 2011: Irineu Pop